# 茨木市立西河原市民プール
茨木市立西河原市民プール（いばらきしりつにしがわらしみんプール）は、大阪府茨木市にあるプール施設。茨木市で3番目の市民プールとして、1993年にオープンした。

## 施設概要
- 所在地：〒567-0023 大阪府茨木市西河原3丁目2番38号
- 設立：1993年6月
- 構造：鉄筋コンクリート造・地下1階地上3階建
- 敷地面積：13,700m2
- 建物面積：2,628.50m2

## 各階の案内
地下1階
本館：自転車置場、機械室他
屋外：流水プール（190m）、ウォータースライダー（159m）、リバーライド（137m）、幼児プール他
1階
事務所、トレーニング室、更衣室、軽食・喫茶室、ミーティング室、料金所、検札室、保健室、エントランスホール他
2階
室内（温水）プール（25m×7コース）、リラクセーションプール（滝・噴水・スリーピングプール・ジェットプール・スライダープール・ブロアープール・幼児プール）、シャワー室、サウナ他

## 利用料金
プール・トレーニング室の利用料金。入場時に券売機にて購入。料金は、市内・市外在住問わず一律となっている。
普通料金
一般 1,000円
中学生以下・65歳以上・障害者 500円
回数券（11回分）
一般 10,000円
中学生以下・65歳以上・障害者 5,000円
定期券（1ヶ月分）
一般 10,000円（夏期は8,000円）
中学生以下・65歳以上・障害者 5,000円
団体料金（30人以上）
一般 500円（夏期を除く）

## 利用時間
営業時間は9時45分から20時30分。夏期は９時から20時30分。
- 屋外プール（夏期）9時～18時30分
- 屋内プール（夏期）9時～20時15分（入場は19時まで）
- 屋内プール（温水）10時～20時15分（入場は19時まで）
- トレーニング室（夏期）9時～20時15分（入場は19時まで）
- トレーニング室（温水）9時～20時15分（入場は19時まで）

## 休業日
- 火曜日

12月28日～翌年1月4日

## 駐車場・駐輪場

### 駐車場
駐車場は約266台収容可能。24時間利用可能。最大2.1mの高さ制限あり。
料金
午前8時～午後8時まで30分100円(最大料金は600円)
午後8時～翌午前8時まで60分100円
一日最大1,200円
※入庫後、最初の30分間は無料
5千円札と1万円札は利用できないので、事前の両替が必要。

### 駐輪場
駐輪場は約700台収容可能。利用可能時間は8時～20時30分。
料金
無料

## 各設備
コインロッカー(リターン式)
貴重品ロッカー(無料)
エレベーター(屋外、屋内など)
身体者用トイレ
ベビーベット室
自動販売機(ドリンク、アイスなど)
更衣室(男女別)
スチームサウナ
サウナ(男女別)など

## アクセス

### 公共交通機関でのアクセス
- JR京都線JR総持寺駅 より近鉄バス花園東和苑行き「東太田一丁目」下車、徒歩約5分、または駅から北へ徒歩約15分。
- 阪急京都線茨木市駅より近鉄バス花園東和苑行き「東太田一丁目」下車、徒歩約5分

### 車でのアクセス
- 高槻方面から 国道171号線を茨木ICに向かい『西河原交差点』まで直進。 交差点を右折後200mほど直進。案内看板を越えた最初の左折ポイントに入る。 安威川手前の突き当りを左折、直進すると左手に立体駐車場があります。(2.1mまでの高さ制限あり)
- 大阪方面から 国道171号線を高槻方面に向かい『西河原交差点』まで直進。 交差点を左折後200mほど直進。案内看板を越えた最初の左折ポイントに入る。 安威川手前の突き当りを左折、直進すると左手に立体駐車場があります。(2.1mまでの高さ制限あり)

## 大阪北部地震による影響
2018年6月18日7時58分ごろ発生した地震の影響で、施設が負傷した為、夏期営業を中止した。2019年度から夏季営業は通常通り行われている。